# Паразиты человека
Паразиты человека — это паразиты, заражению которыми подвержен человек. Общее определение слова «паразит» касается не только многоклеточных животных и простейших, живущих за счёт своего хозяина и во вред последнему, но также вирусов, бактерий и грибов. Согласно исторической традиции, и с точки зрения медицинской паразитологии, паразитами принято называть любые существа, ведущие паразитический образ жизни, кроме вирусов и бактерий с подобными качествами.
Паразитизм составляет лишь частный случай симбиоза (в широком смысле этого слова), между паразитизмом и другими видами сожительства (безразличным, обоюдно и односторонне полезным), существуют постепенные переходы и их иногда нельзя резко разграничить. По месту обитания в организме хозяина паразитов делят на наружных, или эктопаразитов (например, кровососущие насекомые, некоторые пиявки и другие), и внутренних, или эндопаразитов (например, простейшие, гельминты), живущих во внутренних органах, тканях и клетках хозяина.
Цисты и яйца эндопаразитов могут быть найдены при лабораторном анализе кала, крови, зрительной экспертизе, которые помогают в обнаружении и идентификации паразитов. Хотя есть множество путей, которыми человек может заразиться паразитарными инфекциями, соблюдение основ личной и общественной гигиены уменьшает её вероятность.

## Человеческие паразиты в древней истории

### Археологические сведения
Исследование паразитов в древних людях основывается на исследовании кала и другого окаменевшего материала. Самыми ранними из найденных паразитов в человеке являлись яйца Paragonimus westermani (возбудитель парагонимоза) из северного Чили, обнаруженные в окаменевшем кале, и датируемые приблизительно 5900 годом до н. э. В Бразилии были обнаружены также яйца анкилостомы от 5000 г. до н. э., в Перу — яйца нематод от 2330 г. до н. э. А египетские мумии, относящиеся к 2000, 1250, и 1000 гг. до н. э. содержали яйца солитёра, наряду с хорошо сохранившейся особью глиста женского пола:171-173. 

### Письменные источники
Первые письменные свидетельства о паразитах приводятся в древнеегипетских папирусных свитках от 3000 до 400 гг. до н. э. Они идентифицируют таких паразитов, как круглые черви, Dracunculus medinensis (возбудителя дракункулёза), остриц, и некоторых солитёров неизвестных видов.
Папирус Эберса содержит одно из первых примечаний об анкилостомозе в древних текстах. Эта болезнь не имеет явных специфичных симптомов и была упомянута в общих чертах, однако папирус определённо связывает болезнь с паразитом:174. Описана и слоновая болезнь, симптомы которой очень видимы, так как она вызывает чрезвычайное набухание ног, груди, и гениталий. Особенности статуй фараона Ментухотепа II свидетельствуют о том, что он вероятно, пострадал от слоновой болезни.
То, что болезнь шистосомоз была чрезвычайно распространена в Древнем Египте отмечено в результате исследований мумий, но в текстах того времени шистосомоз как отдельная болезнь не отмечен. Единственным действительно определяющим симптомом является кровавая моча, но несколько других болезней показывают тот же самый симптом. Однако, по видимому, главная причина в отсутствии идентификации шистосомоза как отдельной болезни, является его широкая распространённость. Таким же образом древние греки и римляне не признавали существование простуды из-за её частой встречаемости:175.
В Древней Греции несколько паразитов были описаны в «Corpus Hippocraticus». В этой книге Гиппократ и Аристотель зарегистрировали наличие червей и других паразитов в рыбе, одомашненных животных и людях. Например, было показано наличие свиного цепня (Taenia Solium) у свиней наряду с его личиночными стадиями. Яйца солитёра также были описаны Аристотелем в секции о болезнях свиньи в его книге «История Животных», также были упомянуты в постановке Аристофана как «градины». Цисты эхинококка были также известны в древних культурах, главным образом, из-за их наличия в печени жертвенных животных:173-174.
Небольшое количество паразитарных болезней, отмеченных в древнегреческих и римских текстах, вызвано отнесением их симптомов к гриппу, насморку и дизентерии. Однако, несколько болезней, таких как дракункулёз, анкилостомоз, слоновая болезнь, шистосомоз, малярия и амёбиаз, вызывают уникальные и ясные симптомы, отчего зарегистрированы. Наиболее описанным, безусловно, был дракункулёз, главным образом, потому что взрослый червь женского пола появляется из кожи ноги, а сильное раздражение и язва, вызванная им, не могут быть просто проигнорированы. Эту болезнь упоминали Гиппократ, Плиний Старший, Гален, Аэций из Амиды и Павел Эгинский. Любопытно, но эта болезнь никогда не отмечалась в Греции, даже при том, что была подробно описана:174.
Древние китайцы главным образом регистрировали болезни, а не паразитов, связанных с ними. Китайские тексты, к примеру, содержат ссылки на анкилостомоз, но не прослеживают никакой связи с анкилостомой:174. Император Цинь-Ши-Хуаньди сделал запись о малярии в своём тексте Ней Чинг. Это самое раннее известное упоминание малярии (2700 до н. э.) перечисляет озноб, головные боли и лихорадку, как главные симптомы, и отличает болезнь от других видов лихорадок.
Индийские тексты Карака Самхита и Сусрута Самхита выделяют малярию и перечисляют её главные симптомы — лихорадку и увеличение селезёнки. Бригу Самхита от 1000 до н. э. содержит самое раннее выделение амёбиаза, как болезни с признаком кровавой диареи.

## Статистика и борьба с паразитами

### Ленточные черви
В Берлине за период 1866—1875 гг. 16 % всех вскрытых трупов содержали личинки глистов. Бычий цепень (Taeniarhynchus saginatus) был особенно распространен там, где употребляли в пищу сырое мясо рогатого скота. В Петербурге, по Кесслеру, этим солитёром страдало 3,66 % исследованных им лиц (1888 год). Свиной цепень (Taenia solium) водится повсеместно там, где едят сырое или полусырое свиное мясо. В Петербурге в конце XIX века от этого паразита страдало около 3 % населения. Когда стали избегать употребления сырого мяса, процент заболеваний чрезвычайно понизился - например, в Дании с 53 % до 20 % в течение 10—12 лет. Dypilidium caninum (возбудитель дипилидиоза) обитает в кишечнике собак и кошек и редко в кишечнике детей. Случаи заражения детей в конце XIX века были известны из Англии, Германии, Дании - заражение происходит исключительно при проглатывании блох.

## Антипаразитные препараты
- Тиабендазол
- Пирантела памоат
- Мебендазол
- Празиквантел
- Никлозамид
- Битионол
- Оксамихин
- Ивермектин
- Альбендазол
- Бензнидазол
- Нифуртимокс
- Метронидазол